# Ramón Rebellón

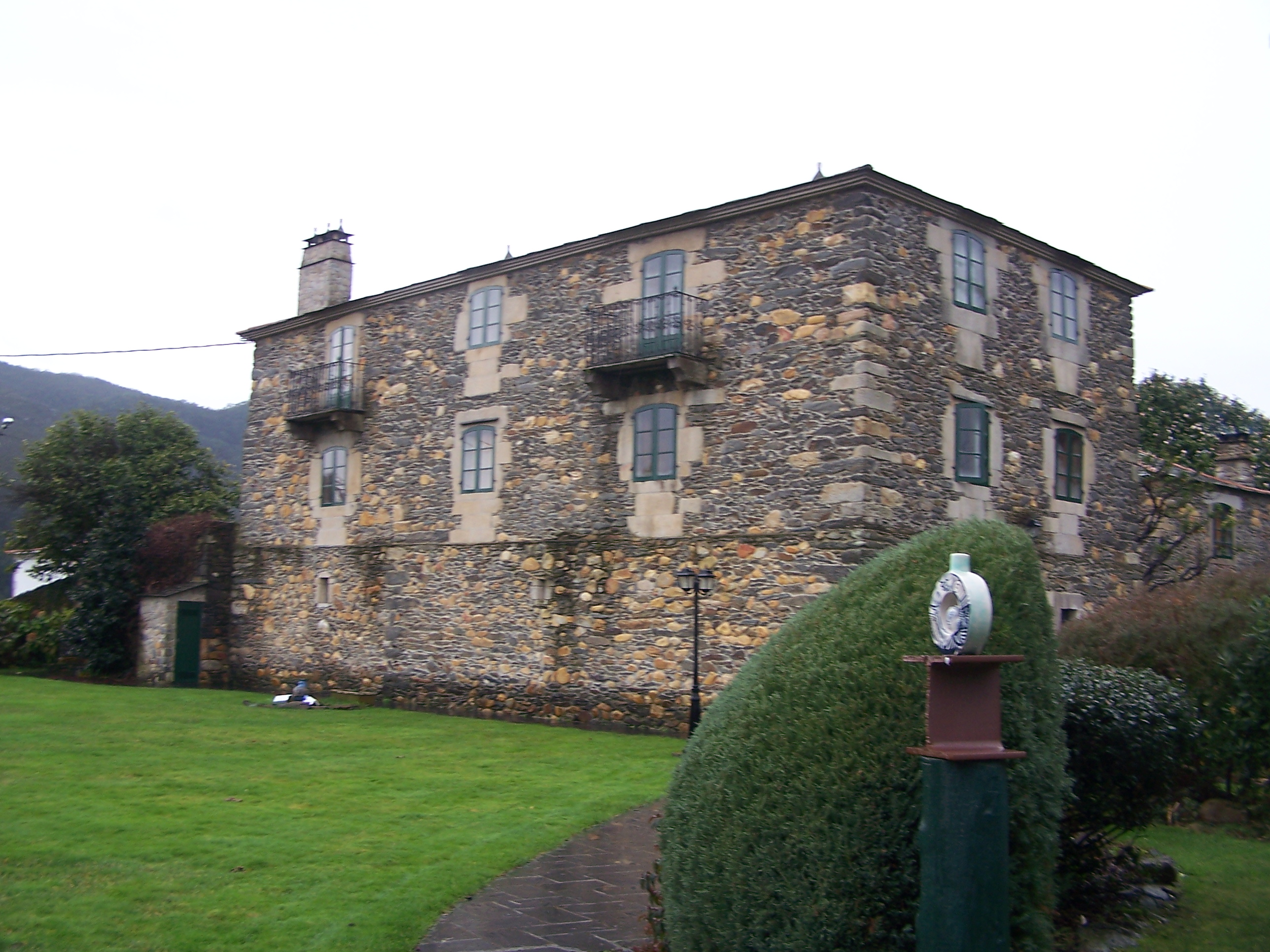
El Pazo da Trave, residencia de Ramón Rebellón, heredado de su suegro Bartolomé Basanta.

Ramón Rebellón Zubiri, nacido en Orense el 7 de octubre de 1855 y fallecido en Galdo (Vivero) el 14 de noviembre de 1931, fue un abogado y político gallego.

## Trayectoria
Hermano del general Inspector de Sanidad de la Armada Gabriel Rebellón Zubiri. Licenciado en Derecho por la Universidad de Santiago de Compostela. Se casó con la hija de Bartolomé Basanta Miranda, líder del Partido Conservador en Vivero, sucediéndolo después. En la Restauración fue elegido diputado a Cortes por el distrito de Vivero durante cuatro legislaturas (1884-1901). Fue correspondiente del Banco de Comercio Hispano Argentino en Vivero. Recibió la Gran Cruz de Isabel la Católica.